# FE-07
El FE-07 (Férreo Español 2007) es el tercer modelo de tren de rodadura férrea del Metro de la Ciudad de México, diseñado y construido por CAF en España. En total son 9 trenes (formados de nueve unidades), y circulan por la Línea A del Metro de la Ciudad de México.
La alimentación de los trenes es por catenaria con 750 VCD (en forma similar a los trolebuses, por medio de un cable de cobre o aluminio, soportado con aisladores) y la toma de alimentación es por medio de un mecanismo de pantógrafo, con un patín de rozamiento de carbón. Las ruedas metálicas, en acero forjado, realizan la misma función de guiado y transmiten los esfuerzos de tracción - frenado.
Cada coche está soportado por dos bogies o carretillas tipo férreo, cada una consta de dos ejes en cuyos extremos se encuentran fijas dos ruedas metálicas, mismas que ruedan sobre rieles metálicos de tipo ferroviario, las ruedas además de soportar la carga del vehículo, sirven para el guiado de los trenes así como para su desplazamiento.
La carretilla tiene un sistema de frenos de disco en cada eje, en ambas caras del disco actúan las guarniciones de frenado del tipo semimetálico (compuesto químico), el frenado funciona a base de aire comprimido.
La alimentación de los carros motrices se efectúa a través del pantógrafo (equipo montado en el techo de los carros que tiene movimiento ascendente y descendente) el cual se mantiene en contacto durante el movimiento de los trenes con el hilo de contacto de la catenaria compuesta (se trata de un sistema de alimentación, cuya función es proporcionar energía eléctrica a trenes en movimiento, se encuentra conformada por 7 hilos sujetos a péndulos y arneses que permiten su fijación a postes a lo largo de la Línea).
Este tren fue adquirido en respuesta a que los FM-95A estaban pasando más tiempo en los talleres que en servicio y la falta de refacciones de estos, Además de servir como un apoyo a los FM-86 que se habrían llevado toda la carga por la salida de servicio de casi toda la flota de FM-95A.
La motriz FM-0083/FM-0084 sufrió un descarrilamiento, pero la póliza de seguro se encargó de poner al tren en marcha nuevamente.
Así cabe destacar que este accidente ocurrió en el año 2016.

## Descripción
Tipo de tren: Unidad de tren ligero de nueve coches, formada por dos coches motores con cabina y siete coches intermedios, de los cuales cuatro son motores y dos o  tres son remolques (el quinto coche siendo remolque contiene además el sistema de pilotaje automático, FPR): FM-FR-FN-FN-FPR-FN-FN-FR-FM. Estructura auto portante de aluminio construida a base de perfiles extruidos.
Acabado interior: Revestimientos interiores laterales, trampillas laterales y techos de poliéster reforzado con fibra de vidrio. Asientos pasajeros en SMC.
Series motrices: FM0067 al FM0084

## Componentes

### De diseño
- Acabado exterior de color naranja, matizado con color verde limón
- Acabado interior de color blanco-crema
- Aire acondicionado en cabina
- Aviso de cierre de puertas sonoro y con luces automáticas en la parte superior de cada entrada
- Filas de seis asientos, color verde esmeralda en exterior y color verde limón en interior, coderas entre los extremos de la fila, de color verde esmeralda.
- Iluminación en ambos costados del vagón y en la interconexión entre los mismos
- Interconexión entre coches para mayor comodidad y confort de los usuarios
- Puertas de acceso eléctricas, de doble hoja de aluminio y accionamiento NE, con barras verticales de caucho entre las puertas
- Pintura resistente al vandalismo
- Registrador de tren
- Sistema de aviso de estaciones y cierre de puertas.
- Sistema de control y supervisión (vigilancia)
- Sistema de palancas de alarma en caso de peligro
- Sistema de sujeción para los usuarios más extenso.
- Sistema de ventilación (motoventiladores de aluminio), exterior formado de una base de cinco aros de aluminio de color crema
- Sistema Wi-Fi de comunicación tren-tierra

### De construcción
- Alimentación: 750 VCD
- Altura de piso: 1 140 mm
- Altura del vehículo: 3 840 mm
- Ancho de vía: 1 435 mm
- Anchura exterior: 2 500 mm
- Composición: Nueve coches: FM-FR-FN-FN-FPR-FN-FN-FR-FM
- Capacidad: 1750 personas como máximo
- Estructura de caja: Aluminio
- Longitud: 160 m.
- Paso libre de puertas: 1,3 m de ancho por 1,9 m de altura
- Puertas por costado: 28 (4 por coche)
- Aceleración servicio (m/s²): 1,2
- Deceleración emergencia (m/s²): 1,3
- Deceleración servicio (m/s²): 1,1
- Plazas de pie por tren (6p/m²): 1,139
- Plazas sentadas por unidad de tren: 332 + 4PMR
- Potencia total: 4 065 kW
- Potencia total de tracción: 3 400 kW (régimen continuo)
- Total plazas: 1 471
- Velocidad máxima: 85 km/h (52.8 mph)
- Velocidad máxima de servicio: 80 km/h (49,7 mph)

## Líneas asignadas
- Línea  (desde 2010)